# Aglyptodactylus chorus
Aglyptodactylus chorus es una especie de anfibio anuro de la familia Mantellidae.

## Distribución geográfica
Esta especie es endémica de la región de Analanjirofo en Madagascar. Se encuentra cerca de Manompana. Vive en la selva tropical de tierras bajas.

## Descripción
los 2 especímenes de machos adultos observados en la descripción original miden 39 mm de longitud estándar y las 3 especímenes de hembras adultas observadas en la descripción original miden de 51 a 60 mm de longitud estándar.

## Etimología
El nombre específico chorus proviene del latín australis, el coro, en referencia a la canción de los machos de esta especie, que cantan casi sincrónicamente.

## Publicación original
- Köhler, Glaw, Pabijan & Vences, 2015: Integrative taxonomic revision of mantellid frogs of the genus Aglyptodactylus (Anura: Mantellidae). Zootaxa, n.º 4006, p. 401–438.[4]